# Богородское (Молоковский район)
Богородское — деревня в Молоковском районе Тверской области, входит в состав Молоковского сельского поселения.

## География
Деревня расположена на берегу реки Могоча в 22 км на юг от районного центра пгт Молоково.

## История
В 1772 году в селе была построена деревянная Казанская церковь с 1 престолом. 
В конце XIX — начале XX века село Богородское входило в состав Алешковской волости Бежецкого уезда Тверской губернии. 
С 1929 года деревня входила в состав Рамешинского сельсовета Молоковского района Бежецкого округа Московской области, с 1935 года — в составе Калининской области, с 2005 года — в составе Молоковского сельского поселения.

## Население
| 1859 | 2008 | 2010 |
| ---- | ---- | ---- |
| 105  | ↘0   | →0   |